# Carabiniers livournais
Les carabiniers livournais  est une unité militaire composée de volontaires formée à Livourne en 1867 et qui répond à l'appel de Giuseppe Garibaldi pour prendre Rome afin d'en faire la capitale du royaume d'Italie malgré l'opposition du gouvernement italien qui craint un conflit avec son allié la France. En effet, Rome est sous la protection de la France.

## La bataille de Mentana
Dès l'été 1867, les républicains soutenus par les francs-maçons recueillent de l'argent et produisent des munitions qui sont livrées par bateau à Civitavecchia.
Jacopo Sgarallino, vétéran de nombreuses batailles, en attente de la fuite de Garibaldi de Caprera rassemble une centaine d'hommes qui quittent Livourne le 6 octobre 1867. Malgré un naufrage, les hommes rejoignent l’Agro Romano.
Le 17 octobre, Carlo Meyer, avec 63 volontaires, s'embarque pour Grosseto. Les hommes sont armés des fusils de la société de tir de Livourne. Une canonnière italienne immobilise la navire et procède à l'arrestation des volontaires. Après négociations, les armes sont restituées.
Les volontaires, par petits groupes, rejoignent Terni pour être placés sous les ordres de Carlo Meyer, tandis que Garibaldi s'enfuit de Caprera. À l'instar des Génois, ils prennent le nom de « carabiniers livournais ».
Les carabiniers livournais se mettent en marche pour Poggio Mirteto, puis Tivoli et Monterotondo afin de rejoindre les garibaldiens qui ont perdu beaucoup d'hommes pour la conquête de cette dernière place. Le 3 novembre, il participe à la bataille de Mentana.
Le combat est bref, après une vive résistance contre une armée française mieux équipée notamment du fusil Chassepot, les garibaldiens se retirent dans le château de Mentana, les carabiniers livournais assurant l'arrière garde. Parmi les carabiniers, il y a de nombreux morts et blessés dont la capitaine Meyer. Les nombreux blessés sont capturés par les Français et conduits à l’hôpital de Santo Spirito à Rome. Leur retour est organisé par la municipalité de Livourne.

## Sources
- « I "carabinieri" livornesi, volontari garibaldini, si distinguono a Mentana nel 1867 » (consulté le 30 décembre 2011)